# アンドロスタン
アンドロスタン（Androstane）は、ステロイドである。5α-アンドロスタン及び5β-アンドロスタンとして知られる2つの異性体が存在する。

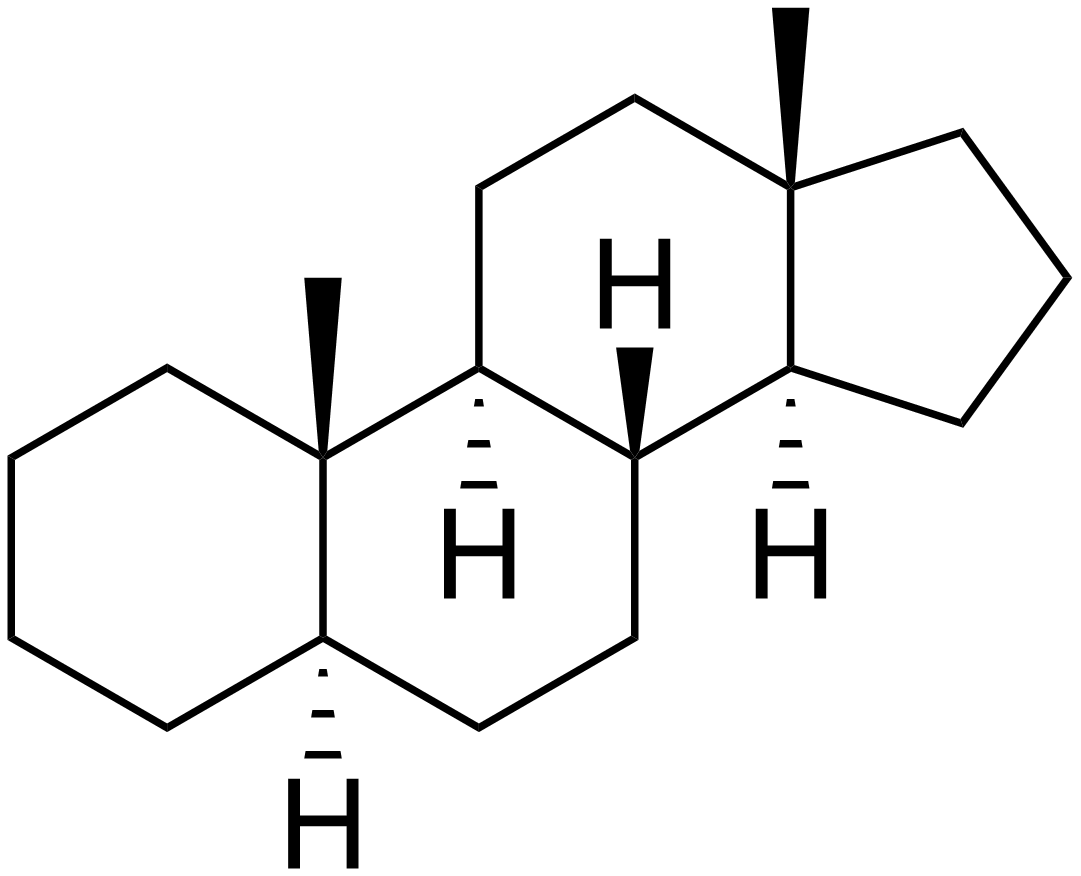
5α-アンドロスタン
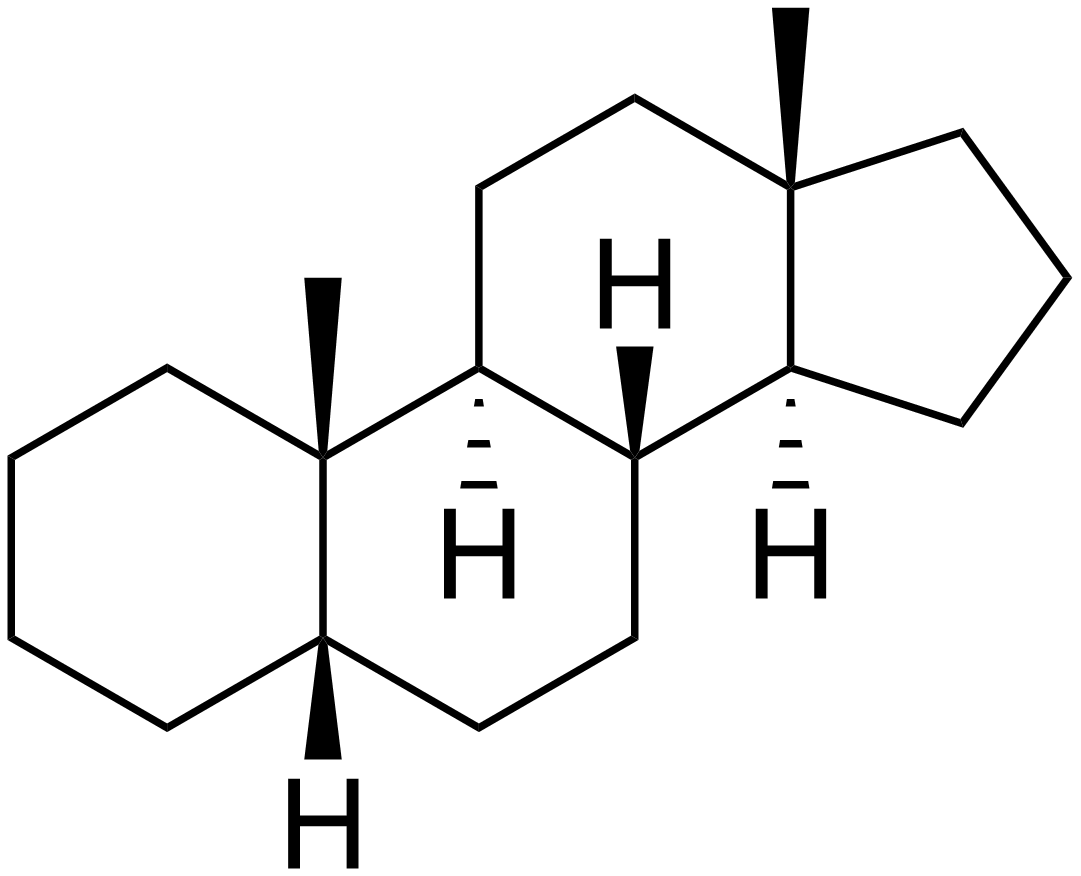
5β-アンドロスタン